# Aegion
Aigio (Αίγιο), Aigion, Aegion, Egio, Egion este un oraș în Grecia.